# Cressy-sur-Somme
Cressy-sur-Somme is een gemeente in het Franse departement Saône-et-Loire (regio Bourgogne-Franche-Comté) en telt 211 inwoners (1999). De plaats maakt deel uit van het arrondissement Autun.

## Geografie
De oppervlakte van Cressy-sur-Somme bedraagt 29,3 km², de bevolkingsdichtheid is 7,2 inwoners per km². De plaats ligt in het zuiden van Bourgondië, aan de Somme.
De onderstaande kaart toont de ligging van Cressy-sur-Somme met de belangrijkste infrastructuur en aangrenzende gemeenten.

## Demografie
De figuur toont het verloop van het inwonertal (bron: INSEE-tellingen).

## Bezienswaardigheden
- De Église-Saint-Martin met een van de oudste glasramen uit de streek